# Chlorophytum crispum
Chlorophytum crispum är en sparrisväxtart som först beskrevs av Carl Peter Thunberg, och fick sitt nu gällande namn av John Gilbert Baker. Chlorophytum crispum ingår i släktet ampelliljor, och familjen sparrisväxter. Inga underarter finns listade i Catalogue of Life.